# Cuju

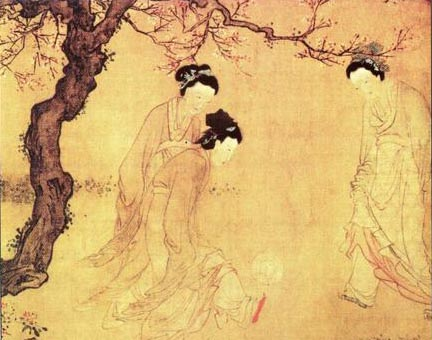
Cuju

Cuju (蹴鞠) is een voetbalspel uit de Chinese oudheid. Het wordt door sommigen als de voorloper van het moderne voetbal gezien.

## Geschiedenis
De eerste vermelding van "cuju" was in de historische tekst Zhan Guo Ce en later in de Shiji van Han-dynastieën Sima Qian.